# Abfall (Uhr)
Als Abfall bezeichnet man in der Uhrmacherei die Gangsymmetrie, also die relative Position mechanischer Gangregler und zugehöriger Hemmungsteile. Die Hemmung hat die Aufgabe, das Räderwerk am freien Ablauf zu hindern und dem Schwingsystem Energie zur Aufrechterhaltung der Schwingung zuzuführen. Durch die Hemmung entsteht ein systematischer und amplitudenabhängiger Gangfehler, bei den meisten Hemmungen ein Nachgang.
Die heute gebräuchlichen Ankerhemmungen führen dem Schwingsystem die durch Reibung verlorene Energie in Form eines Impulses in der Nähe der Ruhelage zu. Der Störungsanteil vor und nach der Ruhelage hat wesentlichen Einfluss auf den Gangfehler der Uhr, der durch die Airy’schen Beziehungen quantifiziert werden kann.
Für den genauen und auch stabilen Gang der Uhr ist es wesentlich, dass das Hemmungsspiel während beider Halbschwingungen des Gangreglers (Pendel oder Unruh) symmetrisch abläuft.

## Symptome
Ist die Gangsymmetrie verstellt, „hinkt“ die Uhr. Das Intervall zwischen zwei Tickgeräuschen wird während einer Halbschwingung als länger wahrgenommen als während der anderen. Es leidet in erster Linie die Ganggenauigkeit der Uhr (siehe Airy) und ebenfalls die Gangsicherheit, denn bei Amplitudeneinbruch kann in einer Halbschwingung die Ankerradzahnspitze nicht mehr von der falsch positionierten Ankerpalette abfallen und die Uhr bleibt stehen.
Bei großen und daher langsam schwingenden Pendeluhren kann man einen ungleichen Abfall, den so genannten Abfallfehler, am unregelmäßigen Ticken erkennen. Bei schnell schwingenden Uhren verwendet man dafür eine Zeitwaage.

## Korrektur
Bei hochwertigen Pendeluhren kann die Gangsymmetrie am Abfalleinsteller der Ankergabel eingestellt werden, bei einfachen Pendeluhren geschieht dies durch vorsichtiges Richten der Ankergabel.
Bei Kleinuhren ist entweder ein verstellbarer Klötzchenhalter (piton mobile) am Unruhkloben angebracht oder es muss die Spiralrolle auf der Unruhwelle verdreht werden. Letzteres ist bei älteren Taschenuhren besonders häufig anzutreffen.